# 修道院之谜
《修道院之谜》是Sacnoth为PlayStation开发的角色扮演游戏。该游戏于1999年由SNK在日本发行，并于2000年由英寶格在海外发行。故事发生在威尔士的尼姆顿修道院，由珂蒂卡·伊桑特、爱德华·普伦基特和詹姆斯·奥弗莱厄蒂主教组成的主角团揭开了修道院的秘密，并与诞生自修道院的黑暗历史的怪物战斗。游戏玩法融合了探索解谜元素与基于网格的回合制战斗系统。
《修道院之谜》是由曾在史克威爾工作的菊田裕樹创作的。为了开发这款游戏，他于1997年与其他史克威爾员工一起成立了Sacnoth。菊田是本作的总监、制作人、编剧和作曲家。工作人员曾前往威尔士进行取材，所有对话都用英语进行。由于工作人员的意见不一，菊田没有参与回合制战斗系统的创作。游戏在日本取得了一定的商业成功，世界各地的评论家对其评价褒贬不一。本作是Sacnoth后续开发的影之心系列的前传。